# Endotebidae
Endotebidae es una familia de foraminíferos bentónicos cuyos taxones se hubiesen incluido tradicionalmente en la superfamilia Endothyroidea, del suborden Fusulinina y del orden Fusulinida. Su rango cronoestratigráfico abarca desde el Viseense (Carbonífero inferior) hasta el Kungurian (Pérmico inferior).

## Discusión
Clasificaciones más recientes incluyen Endotebidae en la superfamilia Endoteboidea, del suborden Endothyrina, del orden Endothyrida, de la subclase Fusulinana y de la clase Fusulinata.

## Clasificación
Endotebidae incluye al siguiente género:
- Endoteba †

Otros géneros considerados en Endotebidae son:
- Endotebanella †
- Vachardella †